# Garfield (nome)
Garfield  è un nome proprio di persona inglese maschile.

## Origine e diffusione
Il prenome deriva dall'omonimo cognome, che è formato dai termini anglosassoni garr e feld e che significa "campo  triangolare".
Le prime persone a portare questo cognome furono i membri di un casato del Northamptonshire, la cui esistenza è probabilmente attestata già da prima della conquista normanna.
Il prenome si è diffuso anche in Paesi non di lingua anglosassone grazie alla popolarità dell'omonimo fumetto.

## Onomastico
Il nome è adespota e quindi l'onomastico viene festeggiato il 1º novembre, giorno dedicato alla festa di Ognissanti.

## Persone

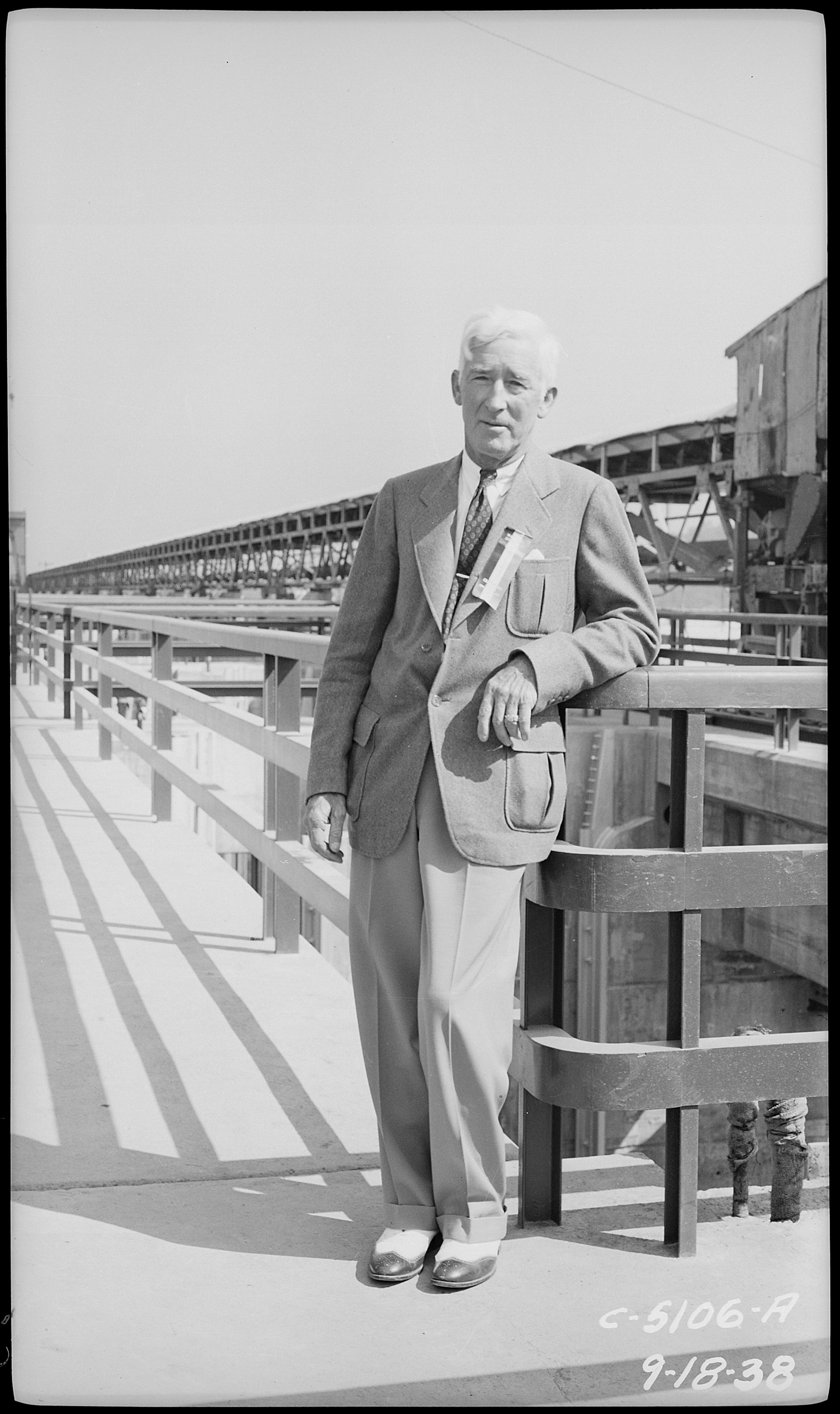
Garfield Wood

- Garfield Akers, cantante e chitarrista statunitense
- Garfield Darien, atleta francese
- Garfield "Gar" Heard, cestista e allenatore di pallacanestro statunitense
- Garfield MacDonald, atleta canadese
- Garfield Reid, calciatore giamaicano
- Garfield Smith, cestista statunitense
- Garfield Wood, inventore, imprenditore e pilota motonautico statunitense

## Il nome nelle arti
- Garfield è un fumetto con protagonista l'omonimo personaggio, dal quale sono stati tratti anche dei film[1][3]